# フフホト東駅
呼和浩特東駅（フフホトひがしえき、モンゴル語：ᠬᠥᠬᠡᠬᠣᠲᠠ ᠶᠢᠨ
ᠵᠡᠭᠦᠨ
ᠥᠷᠲᠡᠭᠡ　転写：Kökeqota-in jegün ortege、簡体字：呼和浩特东站/正体字：呼和浩特東站）は中華人民共和国内蒙古自治区呼和浩特市新城区にある中国国鉄呼和浩特鉄路局が管轄する駅である。

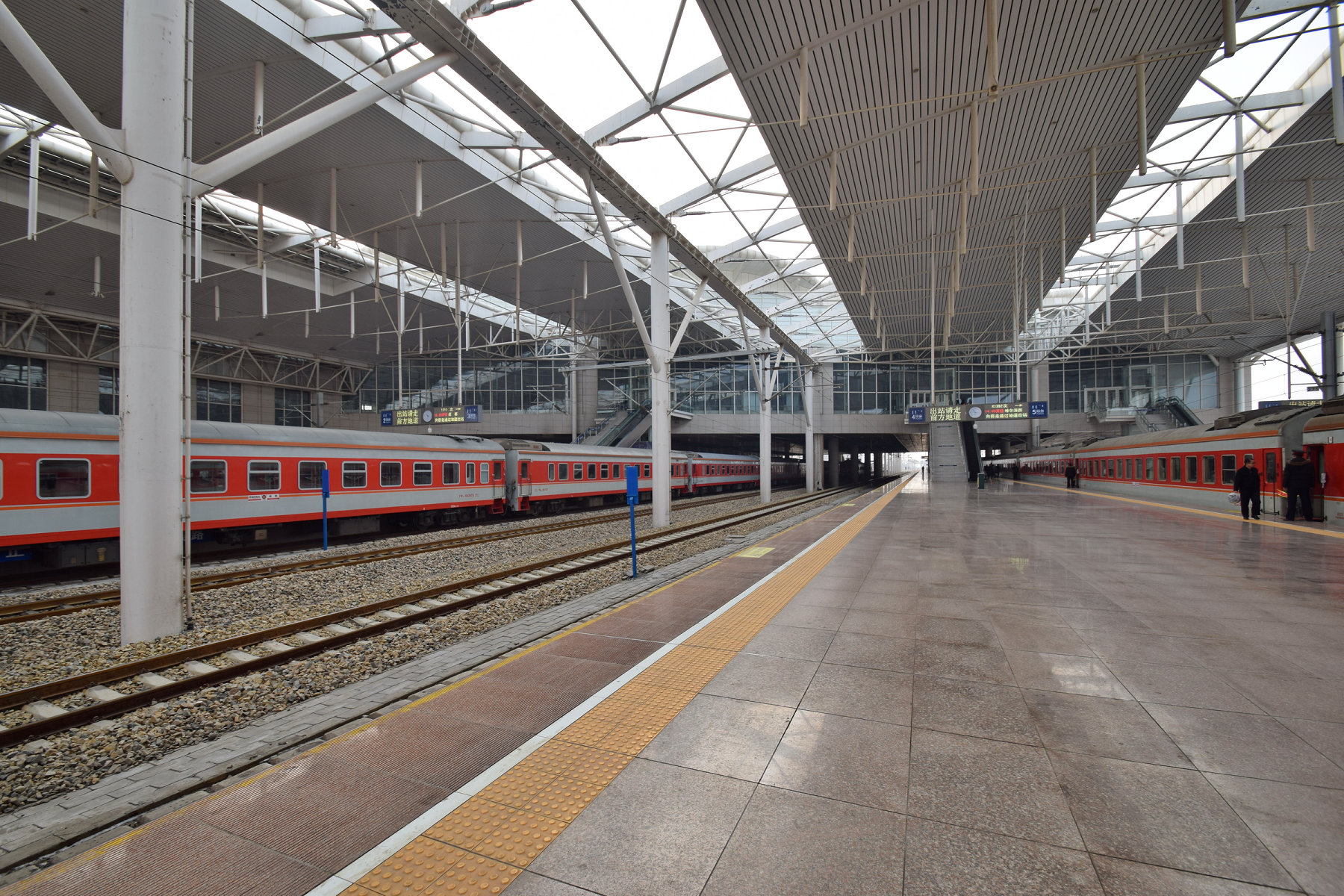
呼和浩特東駅ホーム

## 駅構造
2006年9月10日に着工され、2010年12月25日に開業した。呼和浩特東駅と共に市の玄関口としての役割を担う。全国各地からの普通旅客列車が発着する他、包頭、集寧、鄂爾多斯市との間に動車組列車が運行されている。呼張旅客専用線の建設工事のために北駅舎が2016年8月24日に使用開始され、南駅舎は改造工事のため閉鎖された。
2019年12月29日にはフフホト地下鉄1号線が開業した。

## 所属路線
- 中国国鉄
  - 京包線
  - 集包線
  - 呼張旅客専用線
- フフホト地下鉄
  - 1号線

## 隣の駅
中国国鉄
京包線、集包線
白塔駅 - 呼和浩特東駅 - 呼和浩特駅
呼張旅客専用線
旗下営南駅 - 呼和浩特東駅